# اوکیوا میتسوهیرو
اوکیوا میتسوهیرو (انگلیسی: Mitsuhiro Oikawa؛ زادهٔ ۲۴ اکتبر ۱۹۶۹) موسیقیدان، خواننده-ترانه‌پرداز، composer,actor اهل ژاپن است.
از فیلم‌ها یا برنامه‌های تلویزیونی که وی در آن نقش داشته‌است می‌توان به آشپز نوبوناگا اشاره کرد.